# 新宁镇 (武宁县)
新宁镇，是中华人民共和国江西省九江市武宁县下辖的一个乡镇级行政单位。

## 行政区划
新宁镇下辖以下地区：
沙田村、月田村、柳村、夏柳村、斜滩村、东园村、黄塅村、渡头村、宋家村、团结村、花棚村、竹湾村、石坪村、东坑村、烟溪村和武宁茶场生活区。